# Kendall Coyne
Kendall Coyne, född den 25 maj 1992 i Oak Lawn, Illinois i USA, är en amerikansk ishockeyspelare. År 2016 tilldelades hon utmärkelsen Patty Kazmaier Memorial Award för bästa kvinnliga collegespelare i ishockey i USA.
Hon tog OS-silver i damernas ishockeyturnering i samband med de olympiska ishockeytävlingarna 2014 i Sotji.